# Ford Probe
El Ford Probe fue un cupé producido por Ford, presentado en 1989 para reemplazar al Ford EXP como deportivo compacto de la compañía. El Probe se basó por completo en la plataforma Mazda gracias a su exclusiva chapa e interior. El tablero de instrumentos y los mecanismos de los faros fueron tomados del FC RX-7. Si bien se vendió en todo el mundo como un deportivo cupé, el Probe tenía la intención de llenar el nicho de mercado antes ocupado por el Capri en Europa, y aunque estaba previsto que sustituyera al Ford EXP, también se consideró como un posible reemplazo para el Ford Mustang en el mercado de América del Norte como un competidor directo del Acura Integra y el Toyota Celica. Durante ese tiempo, el equipo de comercialización de Ford consideró que una plataforma con tracción delantera (prestada de las plataformas Mazda GD y GE) era más beneficiosa por tener menores costos de producción, y también porque la plataforma había ganando popularidad con los consumidores. Los usuarios del Mustang se opusieron a la configuración de tracción delantera, de ingeniería japonesa, y a la falta de un V8, por lo que en su lugar Ford comenzó a trabajar en un nuevo diseño para el Mustang. Tuvo un rediseño en 1993. La decisión de dejar de producir el vehículo se tomó en 1997 porque el Probe fue el modelo de peores ventas de ese año, con solo 32 505 vehículos.

## Antecedentes
A partir de finales de 1970, Ford y Carrozzeria Ghia comenzaron a explorar una serie de diseños futuristas en el marco de los vehículos de concepto de serie "prueba" ("probe", en inglés).
- Probe I concept, presentado en 1979, su diseño era en forma de cuña e incorporó una serie de características como ruedas traseras cubiertas y faros escamoteables.

- Probe II Concept, apareció el año siguiente, en 1980 Era mucho más convencional y su estilo era una reminiscencia del Mustang.

- Probe III Concept de 1981 fue un avanzado vehículo de demostración con ruedas cubiertas, pero su carrocería se convirtió en el Ford Sierra, más convencional (o Merkur XR4Ti) y un estilo similar al utilizado en el Ford Taurus.[3]

- Probe IV Concept de 1982 fue un vehículo de concepto mucho más radical y evolucionado.

- Probe V concept de 1984 tenía un diseño mucho más radical y futurista.[4]

Después de la crisis energética de 1979, la crisis económica iniciada por los altos precios del combustible obliga a Ford a darle al Ford Mustang un importante rediseño. Pero cuando la nueva generación del Ford Mustang se acercaba a su fecha de lanzamiento, los precios del petróleo cayeron a su punto más bajo y los compradores de Ford Mustang expresaron su descontento con el estilo de la sustitución propuesta. El coche fue lanzado entonces, no como un Ford Mustang, sino como el Ford Probe.
El Plan del automóvil prototipo de los años 1980 forzó a todos los fabricantes locales y a la mayor parte de los importadores a buscar un modelo compartido. Desde los tempranos 80 Ford poseía una parte de las acciones de Mazda, así que fue bastante natural para las dos compañías utilizar componentes compartidos para construir un coche cada una. A pesar de compartir las partes estructurales, motor y transmisión, había suficiente diferenciación de construcción en el producto final para que ambos merecieran vender sus automóviles individualmente.
El motor del Probe era idéntico al del Mazda, 2,5 L V6 24V KL-03, a pesar de que se había comenzado a construir en los Estados Unidos, mientras el Mazda era japonés. También se introdujo una versión en ambos modelos con una mecánica más pequeña, un 2.0 L4 16V FS.

## Probe I (1989–1992)
La primera generación del Probe apareció en 1989 y se mantuvo hasta 1992 en los Estados Unidos. En algunos mercados los modelos eran de 1987 y 1991. Se basaba en una serie de vehículos de concept de la década de 1950, que aparecieron en películas como Judge Dredd, Back to the Future Part II y Total Recall.
La primera generación estuvo disponible en varios niveles de equipamiento según el mercado en que se vendía. En Estados Unidos estaba disponible en los niveles GL, LX, y GT:
- El GL era el modelo base con motor F2 2.2 L 110 hp (82 kW), 176 N·m y pocas opciones. La mayoría de los Probe vendidos en Estados Unidos fueron equipados con aire acondicionado.

- El LX añadía bloqueo y espejos eléctricos, y diferentes opciones de interior, así como un techo opcional abatible. A partir de 1990, la LX estaba disponible con el motor "Vulcan" V6 3.0 L.

- El GT incluye todo el equipamiento del LX, pero contó con el motor intercooler  turbo F2T 2.2 L, que producía 145 hp (108 kW) y 258 N·m de torque. También tenía un controlador electrónico del sistema de control de encendido electrónico del motor. La versión GT también tenía frenos de disco en las 4 ruedas con sistema de frenos antibloqueo, una suspensión de tres posiciones de ajuste variable que utilizaba amortiguadores, y una dirección asistida variable sensible a la velocidad (PAV). El sistema de suspensión GT del Probe se basaba en un diseño de Mazda, pero su ajuste fue diferente e incluyó en la parte delantera nitrógeno gas a presión y amortiguadores traseros, con barras estabilizadoras.

## Probe (1993-1997)
La segunda generación del Ford Probe se estrenó en agosto de 1992 como modelo de 1993. La nueva versión fue "diseñada para atraer principalmente a las mujeres" al segmento de cupé deportivo y "su equipo de diseño fue supervisado por la primera diseñadora mujer de Ford". Fue montado por AutoAlliance Internacional en Flat Rock (Míchigan). Inicialmente ofrecía dos niveles de equipamiento, GL y GT, cada uno con dos paquetes de equipamiento, 046A y 047A para el modelo base GL o 050A y 051A para el modelo GT.
El modelo base o SE se vendió inicialmente por poco más de 13 000 dólares en Estados Unidos y venían de serie con un motor 2.0 L I4, panel de instrumentos con tacómetro y radio AM/FM estéreo electrónica. El modelo GT deportivo comenzó vendiéndose en 15 504 dólares. y venía de serie con un motor 2.5 L V6, neumáticos P225/50VR16 91V Goodyear VR50 Gatorback, frenos de disco en las 4 ruedas, faros antiniebla, llantas de aluminio de 5 radios, volante forrado en cuero, y asiento del conductor con soporte lumbar de ajuste eléctrico. En 1997, el GT con todas las opciones ascendería a unos 22 500 dólares. Ambos motores poseían doble árbol de levas pudiendo elegir entre una transmisión manual de 5 velocidades o una transmisión automática de 4 velocidades.
Dos transmisiones automáticas estaban disponibles para el Ford Probe. Al principio los dos motores compartían la misma transmisión automática, Ford F-4EAT, pero a partir de 1994 cambió esta situación. El V6 continuó utilizando el 4EAT, pero el motor I4 2.0 L utilizó una transmisión automática diferente, la Ford CD4E. Era original de Ford y se fabricaban en las plantas de la empresa en Batavia (Ohio).

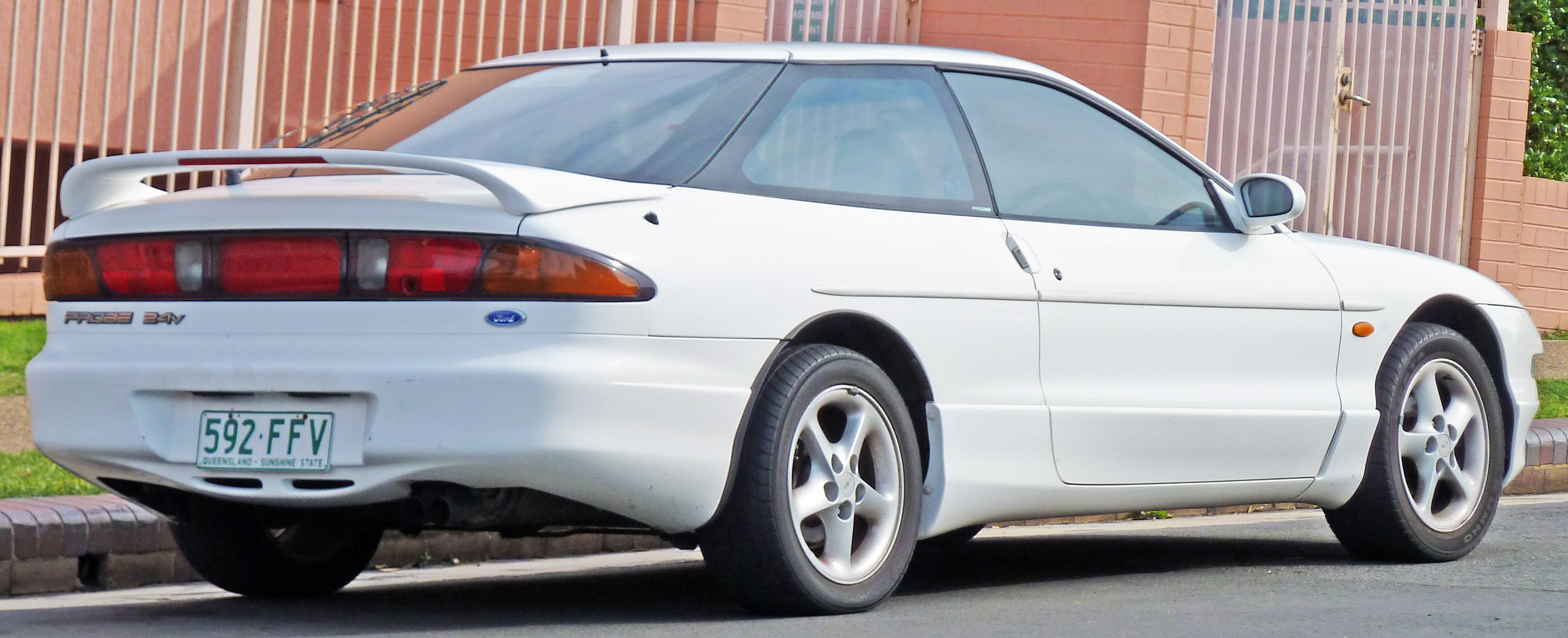
Parte trasera de la segunda generación

En 1994 hubo un "modelo característico" del Probe que incluía pintura exterior Orquídea Salvaje, unas esteras (alfombrillas) para piso únicas que tenían "PROBE" bordadas en ellas, y asientos GT negros en tela con inserciones de color púrpura.
En 1994 también debutó un nuevo nivel de equipamiento, SE (Sports Edition, Edición deportiva)  que incluía la fascia delantera GT (sin faros antiniebla), revestimiento lateral GT del color de la carrocería y nomenclatura "SE".
En 1997 (último año de producción del Probe) se ofreció un nivel GTS. No tenía un rendimiento mayor al GT normal, pero las modificaciones exteriores eran distintas. Poseía rayas dobles de carreras en blanco o negro que comenzaban en el borde superior del parachoques delantero y terminaban justo por debajo del centro de la luz del reflector en el paragolpes trasero. También se incluyeron en el paquete ruedas de cromo y un alerón. 
Luego de su rediseño, hubo cientos de quejas de usuarios por problemas de integridad, especialmente en los cerramientos de puertas y ventanas, que llevaron a que algunos clientes tuviesen varios centímetros de agua en el interior de sus vehículos luego de alguna tormenta, o el propio lavado. También tenía condensación en las luces, problemas con el silenciador y de oxidación. Esto llevó a Ford a emitir nueve Procedimientos Operativos Estándar para los usuarios.

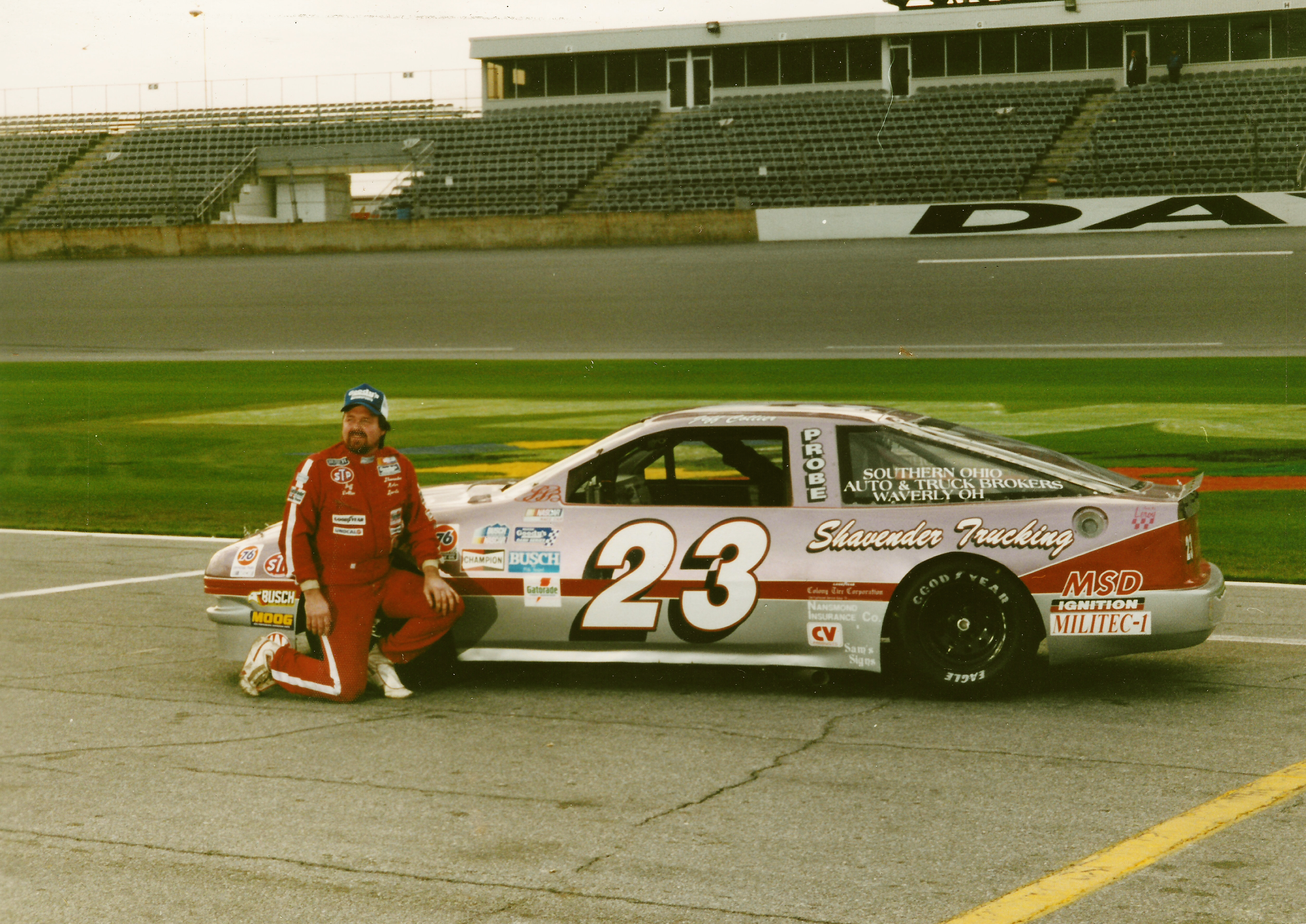
Jeffrey Collier con su Probe en Daytona 1990.

### Premios
El Probe GT fue premiado como vehículo del año por la revista "Motor Trend" para el año 1993. También estuvo en la lista de los diez mejores coches de la revista "Car and Drivers" en 1989, 1993 y 1994.
La versión del Probe para NASCAR de 1990, conducido por Jeffrey Collier, estableció un nuevo récord de pista en el Daytona International Speedway el 13 de febrero de 1990, con una velocidad de 267.98 km/h (166,553 mph). Este récord sigue en pie como la vuelta más rápida en circuito cerrado para un coche de motor no turbo de 4 cilindros.